# Kirchberg (Oberbayern)

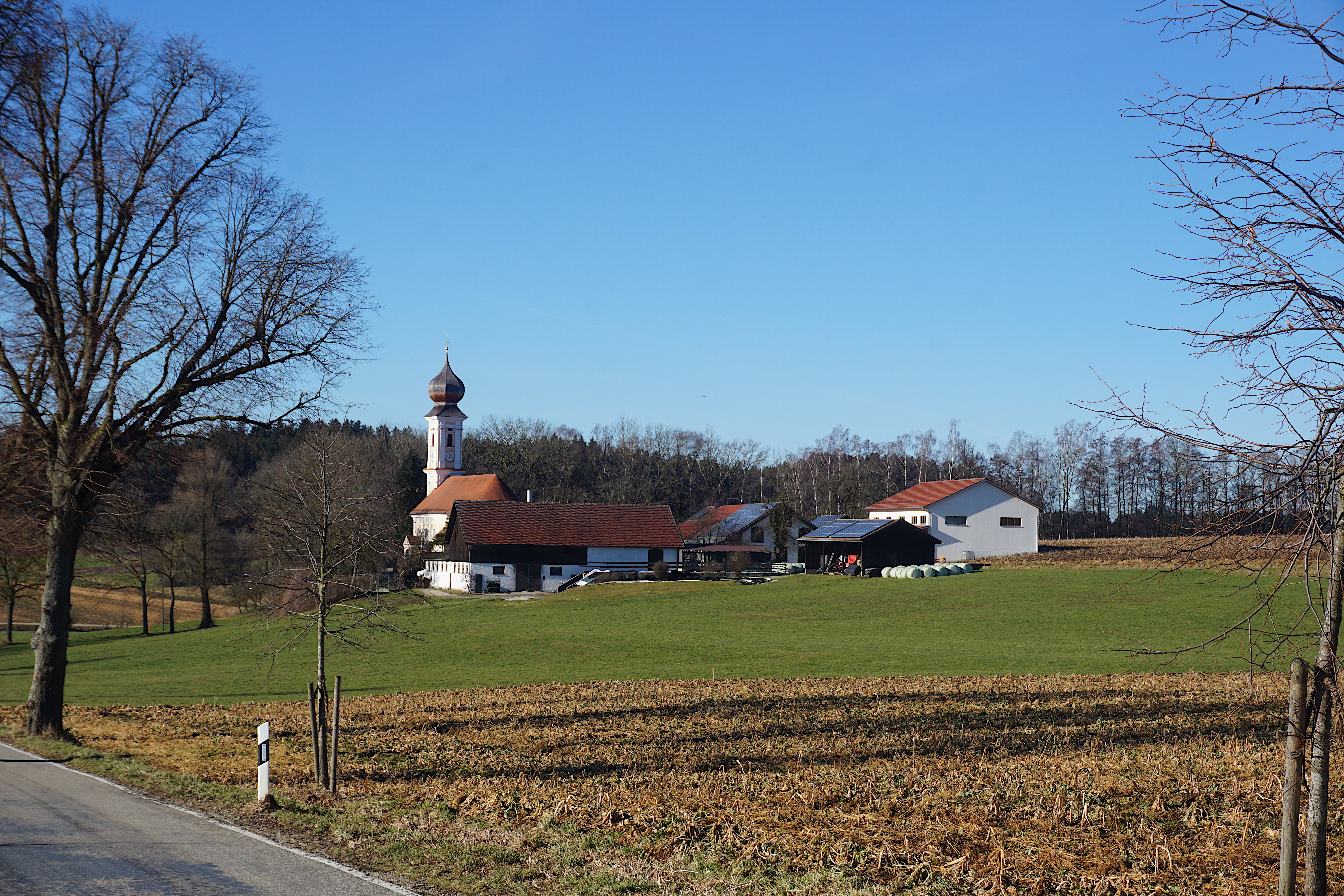
Blick auf die Gemeinde Kirchberg

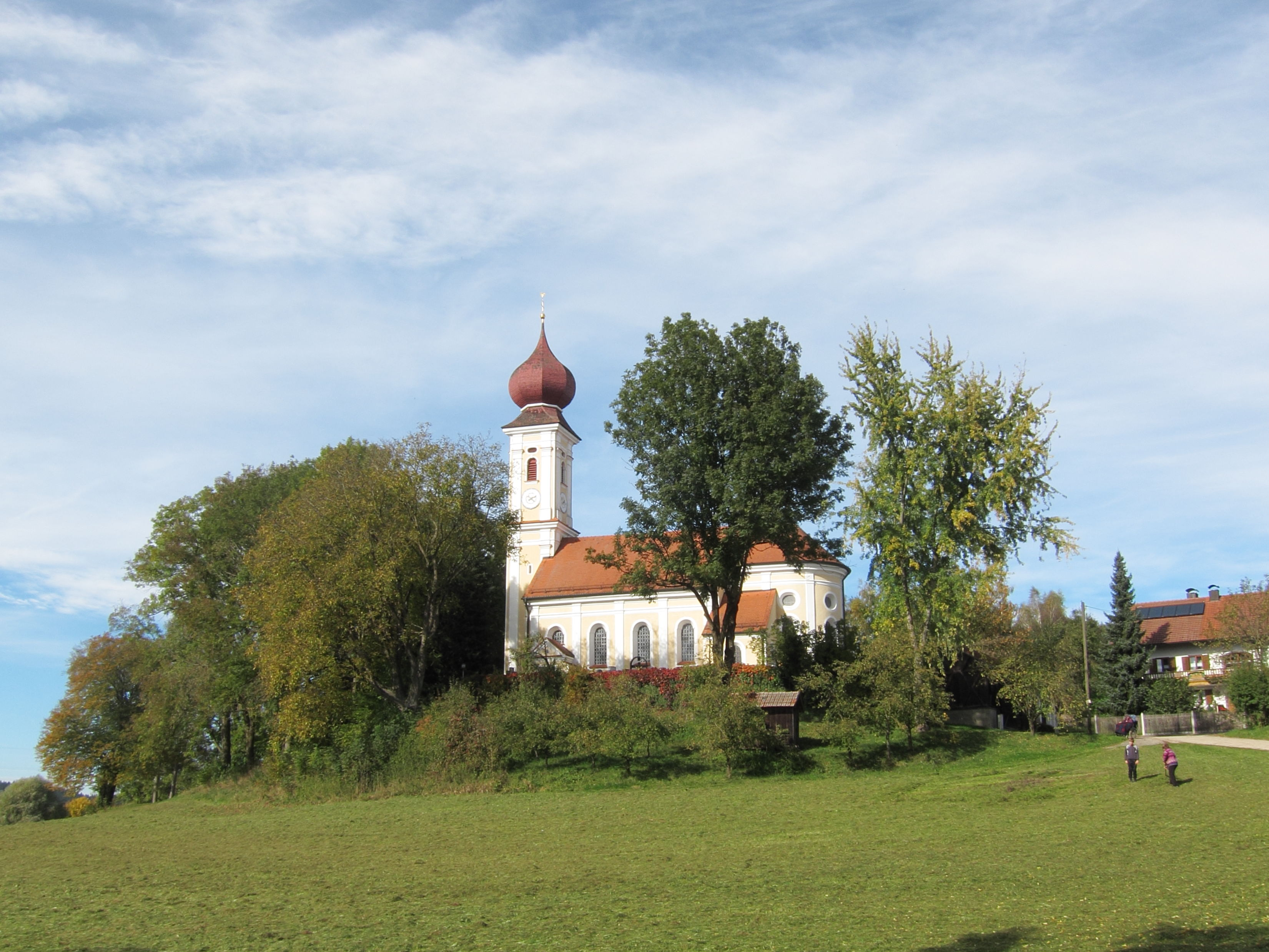
Blick auf den Kirchberg

Kirchberg ist eine Gemeinde im oberbayerischen Landkreis Erding.

## Geografie

### Lage
Die kleine Gemeinde befindet sich im hügeligen, waldreichen Erdinger Holzland etwa 14 km südlich von Moosburg an der Isar, jeweils 21 km von Landshut und Dorfen sowie 19 km von der Kreisstadt Erding und 24 km vom Flughafen München entfernt. In die Landeshauptstadt München sind es 56 km.

### Gemeindegliederung
Es gibt 24 Gemeindeteile (in Klammern ist der Siedlungstyp angegeben):
- Adlkirchen (Einöde)
- Arndorf (Dorf)
- Aschbach (Einöde)
- Baustarring (Dorf)
- Burgharting (Pfarrdorf)
- Froschbach (Weiler)
- Giglberg (Einöde)
- Halberstätt (Weiler)
- Hammerlbach (Dorf)
- Hölding (Weiler)
- Inholzen (Weiler)
- Irlach (Weiler)
- Itzling (Weiler)
- Kirchberg (Kirchdorf)
- Lehenanger (Einöde)
- Neulehen (Einöde)
- Perzau (Einöde)
- Schelchenvils (Weiler)
- Schleibing (Weiler)
- Schröding (Pfarrdorf)
- Sinnering (Weiler)
- Stockach (Weiler)
- Thal (Weiler)
- Ziegelberg (Weiler)

Es gibt nur die Gemarkung Kirchberg.

## Geschichte

### Bis zur Gemeindegründung
Kirchberg wurde am 29. Januar 818, als der Freisinger Bischof Hitto ein Pontifikalamt in der Kirche von Cozoltesdorf abgehalten hat, erstmals erwähnt. Im Laufe des ausgehenden Spätmittelalters und der beginnenden Neuzeit veränderte sich der Ortsname zu Kirchberg. Die Kirche des Ortes kam im 10. Jahrhundert durch Schenkung an das Stift Obermünster, in dessen Besitz sie bis ins 19. Jahrhundert blieb. Kirchberg gehörte zum Landgericht Erding im Kurfürstentum Bayern. Es war Sitz einer Obmannschaft.

### Ab 1818
Im Jahre 1818 entstand mit dem bayerischen Gemeindeedikt die heutige Gemeinde. Seit 1978 bildet Kirchberg zusammen mit den Gemeinden Hohenpolding, Inning am Holz und Steinkirchen die Verwaltungsgemeinschaft Steinkirchen.

### Einwohnerentwicklung
Gemäß Bayerischem Landesamt für Statistik haben sich die Einwohnerzahlen jeweils zum 31. Dezember eines Jahres wie folgt entwickelt:
| Jahr | Einwohner |
| ---- | --------- |
| 1960 | 742       |
| 1970 | 755       |
| 1980 | 707       |
| 1990 | 734       |
| 1995 | 783       |
| 2000 | 869       |
| 2005 | 902       |

| Jahr | Einwohner |
| ---- | --------- |
| 2006 | 898       |
| 2007 | 901       |
| 2008 | 906       |
| 2009 | 908       |
| 2010 | 920       |
| 2011 | 944       |
| 2012 | 939       |

| Jahr | Einwohner |
| ---- | --------- |
| 2013 | 0946      |
| 2014 | 0969      |
| 2015 | 0997      |
| 2016 | 1014      |
| 2017 | 988       |
| 2018 | 1035      |
| 2019 | 1053      |
| 2020 | 1092      |
| 2021 | 1113      |

Seit 1972, dem Jahr der Gemeindereform, hat sich die Einwohnerzahl bis 2015 um 265 Personen erhöht. Das entspricht einem Wachstum von 36,20 Prozent. In den letzten zehn (fünf) Jahren nahm die Einwohnerzahl um 11,02 (5,61) Prozent zu.
Zwischen 1988 und 2018 wuchs die Gemeinde von 747 auf 1035 um 288 Einwohner bzw. um 38,6 %.
Die 780 Einwohner im Jahr 1978 verteilten sich auf die Orte folgendermaßen: Baustarring 91, Schröding 85, Burgharting 74, Arndorf 66, Hammerlbach 63, Kirchberg 53, Irlbach 37, Inholzen 32 und Zieglberg 31.

## Politik

### Gemeinderat und Bürgermeister
Erster Bürgermeister ist seit 1. Mai 2020 Dieter Neumaier, der am 15. März als gemeinsamer Wahlvorschlag von „UWK und AWK“ zur Wahl stand. Die Liste „UWK und AWK“ stellt alle zwölf Gemeinderäte.
Ehemalige Bürgermeister:
- 1996: Johann Grandinger
- 1960: Georg Strohmaier
- 1956: Johann Rott
- 1945: Josef Bauer
- 1942: Jakob Schranner
- 1942: Josef Heilmeier
- 1933: Martin Steiner
- 1919: Josef Roth
- 1880: Simon Stänger
- 1860: Georg Lechner
- 1857: Jakob Senger
- 1854: Georg Lechner
- 1846: Georg Wagenbauer

### Gemeindepartnerschaften
Kirchberg ist seit 1999 mit der Gemeinde Tarján in Ungarn verpartnert.

### Wappen und Flagge
| Wappen von Kirchberg | Blasonierung: „In Blau rechts ein wachsender silberner Kirchturm mit goldener Zwiebelhaube, links schräg gekreuzt ein goldener Schlüssel und ein gestürztes silbernes Schwert mit goldenem Griff.“ |
| Wappen von Kirchberg | Wappenbegründung: Der Kirchturm, ein für den Gemeindenamen redendes Bild, repräsentiert drei im Gemeindegebiet liegende Kirchen mit dem charakteristischen Zwiebelturm. Schlüssel und Schwert verweisen als Attribute der Apostel Petrus und Paulus auf das Patrozinium der 1315 erstmals genannten Pfarrkirche Kirchberg. Der Ort hieß ursprünglich Gösselsdorf, ausgehend von der schon 818 genannten ecclesia Cozoldi, einer Eigenkirche des Cozold. Die Gemeinde gehört zum so genannten Erdinger Holzland. Die Tingierung in Silber und Blau erinnert daran, dass das Gemeindegebiet seit dem Hochmittelalter zum herzoglich-wittelsbachischen Landgericht Erding gehörte. Dieses Wappen wird seit 1982 geführt. |

Neben dem Wappen führt die Gemeinde eine Flagge mit den Farben Weiß-Blau-Gelb.

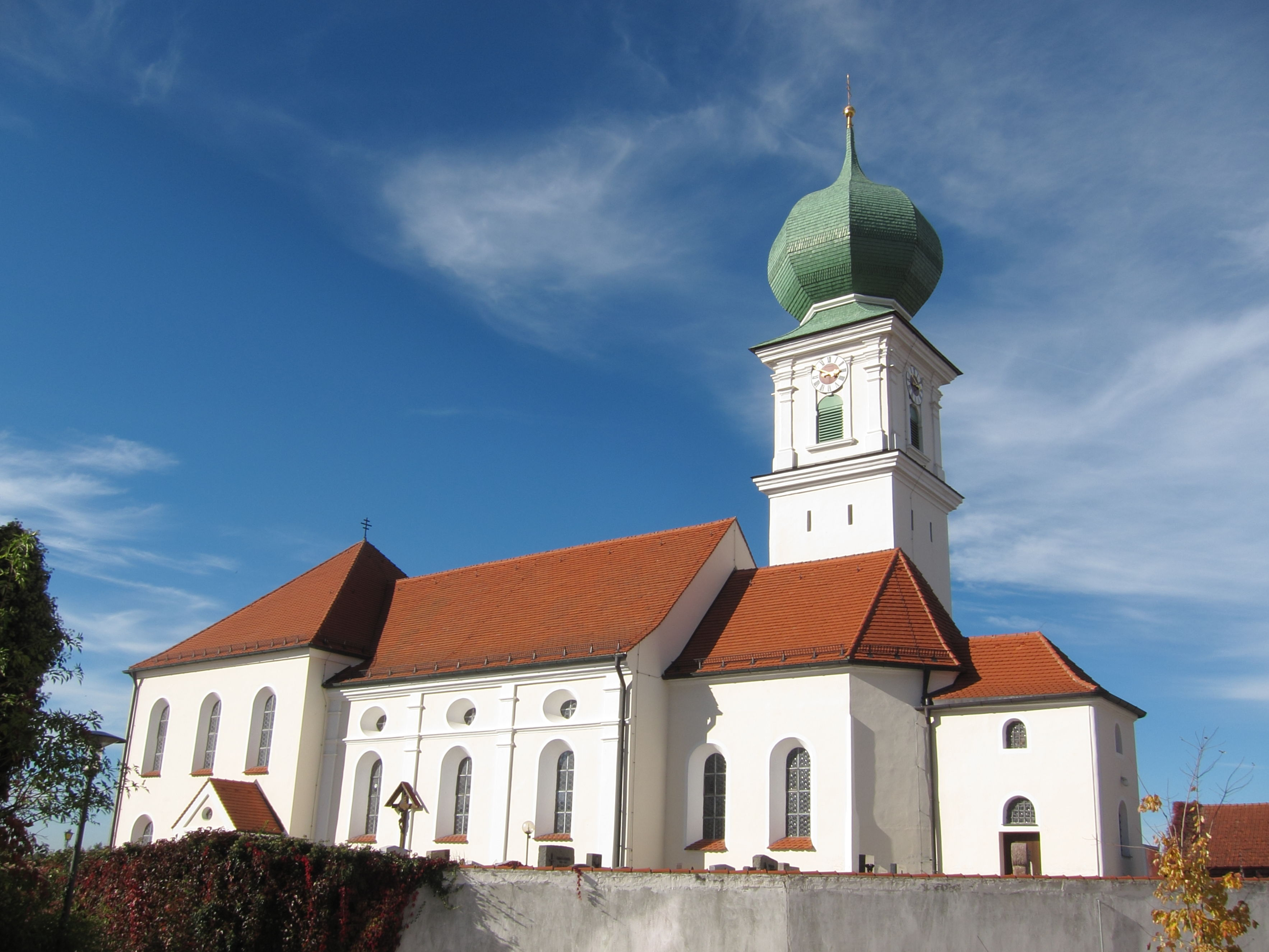
Kirche in Schröding

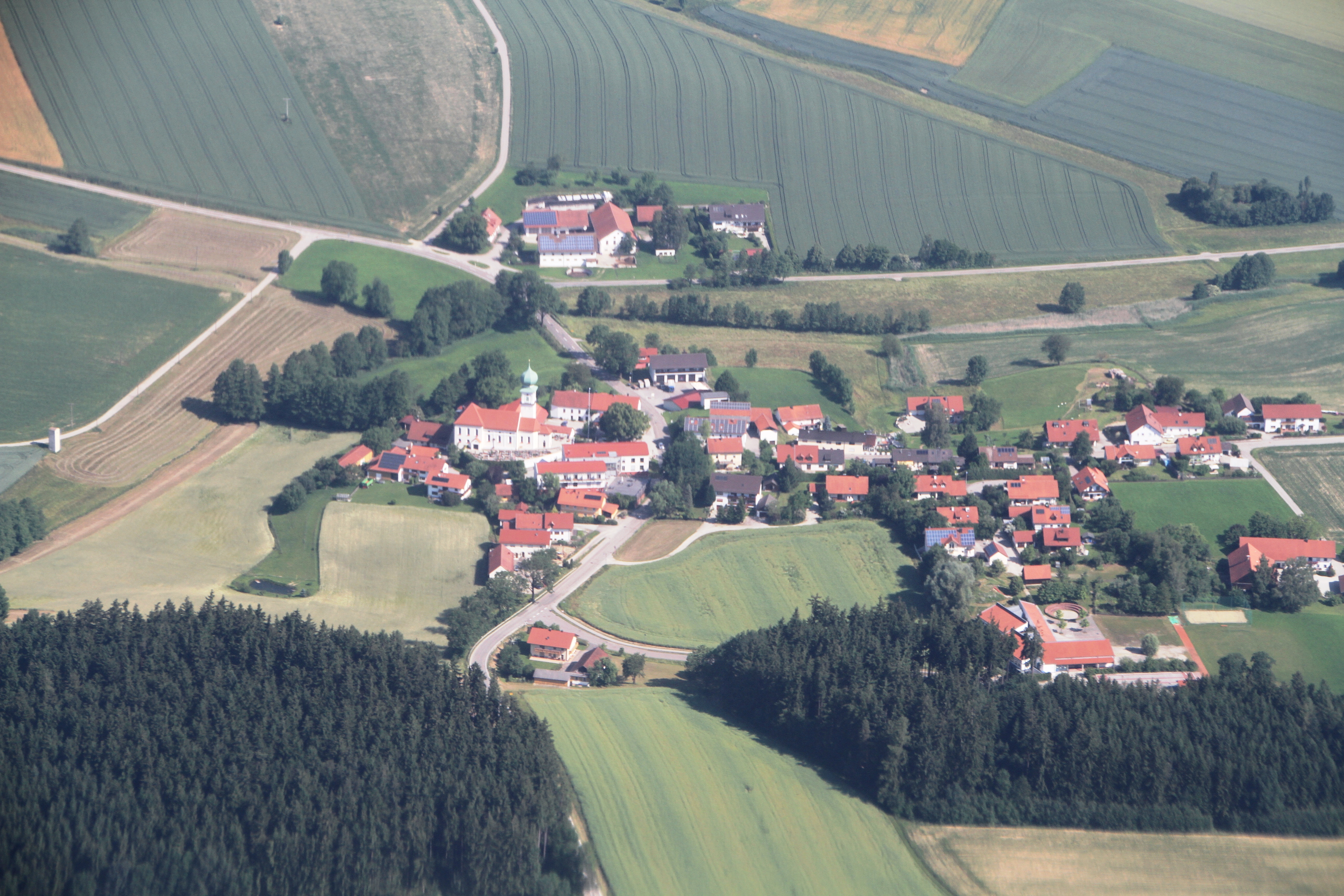
Schröding, Luftbild

### Verwaltung
Die Gemeinde ist Mitglied der Verwaltungsgemeinschaft Steinkirchen.

## Baudenkmäler
- Pfarrkirche Sankt Vitus in Burgharting, spätbarocker Bau von Anton Kogler 1724 vollendet.
- Filialkirche St. Peter und Paul in Kirchberg, 1729 durch Anton Kogler und Johann Baptist Lethner errichteter Frührokokobau.
- Pfarrkirche St. Urban und Nikolaus in Schröding, spätgotisch um 1450, Langhaus und Turmoberteil von Anton Kogler um 1702/03 barockisiert, Mitte des 20. Jahrhunderts verlängert.
- Dorfkapelle Baustarring, Bau von 1892 (im Kern älter)

## Wirtschaft und Infrastruktur

### Wirtschaft einschließlich Land- und Forstwirtschaft
2019 gab es 145 sozialversicherungspflichtig Beschäftigte am Arbeitsort, 500 sozialversicherungspflichtig Beschäftigte am Wohnort und 9 Arbeitslose. Im verarbeitenden Gewerbe gab es keinen Betrieb, im Bauhauptgewerbe einen Betrieb. 2016 bestanden 40 landwirtschaftliche Betriebe mit einer landwirtschaftlich genutzten Fläche von 1049 ha.

### Bildung
Im Jahr 2019 gab es folgende Einrichtungen:
- Volksschulen: eine (in Schröding) mit neun Lehrern und 138 Schülern